# Nanosialidae

Nanosialidae (лат.) — ископаемое семейство насекомых из отряда верблюдки. Пермский период. Россия (Вологодская область, Poldarsa Formation, около 255 млн лет). Одна из древнейших групп отряда.

## Описание
Мелкие насекомые, длина переднего крыла от 2,5 до 4,5 мм. Птеростигма  сравнительно длинная, затемнённая. Анальная лопасть составляет около ≈1/2 общей длины крыла и содержит две анальные жилки. Поперечная жилка ir1 находится у основания птеростигмы. Жилка rp-ma отсутствует. Тело укороченное. Птероторкас гетерономный: метанотум мельче и короче, чем мезонотум, без скутоскутеллярных швов. Брюшко с короткими сегментами. Структура тела описана только у типового рода, а остальные группы известны только по отпечаткам передних и задних крыльев.

## Систематика
Семейство было впервые выделено в 2013 году российским энтомологом Дмитрием Щербаковым (Палеонтологический институт РАН, Москва) при описании нескольких новых ископаемых родов и видов из пермских отложений (отпечатки крыльев и тела) Вологодской области. Название таксону дано по имени типового рода Nanosialis. Первоначально рассматривалось в составе отряда Большекрылые (Megaloptera). Семейство выделено в отдельный новый подотряд Siarapha. Кроме того, автором предложено (Щербаков, 2013) образовать новый отряд насекомых Panmegaloptera (=Megaloptera s.l., i.e. sensu Latreille, 1802), включающий 4 подотряда: Archimegaloptera (Parasialidae), Megaloptera s.str. (большекрылые), Siarapha (Nanosialidae) и Raphidioptera (современные и многие ископаемые представители верблюдок). Щербаков (2013) считал †Siarapha переходным между Megaloptera и Raphidioptera. В 2022 году мы вслед за Engel et al. (2018) авторы рассматривают семейство Nanosialidae и все первоначально включенные в него роды († Hymega , † Lydasialis, † Nanosialis, и † Raphisialis) и виды из российской свиты Полдарса (пермь: лопинг) как стволовую группу верблюдок (Raphidioptera).
- †Nanosialinae
  - Род †Nanosialis Shcherbakov, 2013
    - †Nanosialis bashkuevi
    - †Nanosialis ponomarenkoi

  - Род †Hymega Shcherbakov, 2013
  - Род †Lydasialis Shcherbakov, 2013
- †Raphisialinae
  - Род †Raphisialis Shcherbakov, 2013